# Quiinoideae
Die Quiinoideae sind eine Unterfamilie in der Pflanzenfamilie der Ochnaceae innerhalb der Ordnung der Malpighienartigen (Malpighiales). Die vier Gattungen mit etwa 50 bis 55 Arten sind auf die Neotropis beschränkt.

## Beschreibung
Es handelt sich um immergrüne, verholzende Pflanzen: Bäume, Sträucher oder Lianen. Die gegenständig oder wirtelig angeordneten Laubblätter sind gestielt. Oft sind die Blätter einfach; bei manchen Arten sind sie zusammengesetzt oder tief gelappt. Die großen Nebenblätter sind behaart.
Die meist vielblütigen Blütenstände sind oft traubig.
Die kleinen, zwittrigen oder eingeschlechtigen Blüten sind radiärsymmetrisch bis wenig zygomorph und vier- oder fünfzählig. Die vier bis fünf Kelchblätter sind behaart. Es gibt zahlreiche Staubblätter. Zwei bis elf (selten bis zu 13) Fruchtblätter können verwachsen oder frei sein. Es werden Kapselfrüchte, Balgfrüchte oder Beeren gebildet. Die Früchte enthalten jeweils nur ein bis vier Samen.

## Systematik
Nach APG III gehören die Arten der ehemaligen Familien der Medusagynaceae und Quiinaceae Choisy ex Engl. in die Familie der Ochnaceae s. l.
In der Unterfamilie Quiinoideae gibt es vier Gattungen mit etwa 50 bis 55 Arten:
- Froesia Pires: Diese basale Gattung besitzt zwittrige Blüten. Sie umfasst etwa fünf Arten.
- Lacunaria Ducke: Sie sind zweihäusig getrenntgeschlechtig (diözisch). Sie umfasst etwa zwölf Arten.
- Quiina Aubl.: Sie sind androdiözisch. Sie umfasst etwa 25 Arten.
- Touroulia Aubl.: Sie sind androdiözisch. Sie umfasst etwa vier Arten.